# キツネザル下目
キツネザル下目（標準和名キツネザル型下目、キツネザルかもく、Lemuriformes）は、霊長目に分類される下目。

## 分布
マダガスカル

## 分類
下位分類にインドリ上科Indrioideaを認めたり、ロリス型下目に分類される科をロリス上科Lorisoideaとして本下目に含める説もあった。アイアイ科のみでアイアイ上科を構成するが、他の上科に含める説や、アイアイ型下目Chiromyiformesに分類する説もある。内部形態から、コビトキツネザル科をロリス型下目に分類する説もあった。コビトキツネザル科のみでコビトキツネザル上科Cheirogaleoideaを構成する説もある。
以下の分類・和名は、日本モンキーセンター霊長類和名リスト（2018）に従う。
- アイアイ上科 Daubentonioidea
  - アイアイ科 Daubentoniidae
- キツネザル上科 Lemuroidea
  - コビトキツネザル科 Cheirogaleidae
  - インドリ科 Indridae
  - キツネザル科 Lemuridae
  - イタチキツネザル科 Lepilemuridae

## 名称
学名は、キツネザル属 Lemur に上位タクソン名を作る語尾 -iformes をつけたもの。lemur は、ローマ神話での死者の霊レムール (Lemur)（複数形レムレース (Lemures) で言及されることも多い） から。
英語ではキツネザル下目全体を lemur（リーマー）という。また、ヒヨケザルをflying lemurという。

## 生息域
マダガスカル島と、コモロ諸島など周辺のいくつかの孤島にのみ生息する。これらのキツネザル類はかつて（6000万から5000万年前）はアフリカ大陸に生息していたものが、流木に掴まるなどの形でマダガスカル島周辺に漂着し、独自の進化をとげて現在に至ったという研究報告がなされている。

## 特徴
インドリを除き、長い尾を持ち、個体間のコミュニケーションや、樹上でバランスをとるのに使う。
手指だけでなく足指も長く親指が対向し、枝を把握できる。
爪は平爪だが、足の第3指のみ鉤爪で、グルーミングに使う。

## 人間との関係
デューク大学の学芸員は、人間の肉を抉り取るほどの威力を持つ鋭い歯と攻撃的な性格を指して「キツネザルは最悪のペットです」と意見している。しかも排泄のしつけが不可能であり、その排泄物には多くの病原体が潜む。同大学キツネザルセンターへは、キツネザルを手に余して「引き取ってほしい」と頼む電話が無数にかかるという。